# 鄭菜基
鄭菜基（韓語：정채기，1962年—），韓國男性主義者、社會運動者、敎育學者和心理學者。1994年韓國男性主義活動最早的推動者之一。 1997年參與韓國男性學會的設立。
鄭菜基出生于全羅南道麗水，生長於順天市。先后于1982年就读順天高等學校和1994年就讀漢城建國大學敎育學科，后在同校獲得碩士及博士學位。1992年建國大學敎育學講師，明知大學理想心理學及常談心理學講師，京畿大學，淑明女大講師等歷。1990年代，他參與韓國社會女性優待與女性特惠之批判及評論活動。1994年日本和美國的男性主義活動的最初推動者之一。1997年，他成為韓國男性學會創立者及首任會長。2000年以后推動廢止「戶主制」及恢復「軍加算點」運動。
1998年7月釜山大學社會學科講師，2003年明知大學英材學敎授。1999年11月27日是韓國男性協議會的創立會員。

## 外部連結
- （页面存档备份，存于） 정채기 블로그:블랙홀 
- （页面存档备份，存于） 정채기(블랙홀) (chung1492) 트위터 
- 정채기의 남성학과 남성운동 
- （页面存档备份，存于） [새얼굴] 정채기 강원관광대학교 평생교육원장 강원일보 2011.11.04 
- （页面存档备份，存于） [여성학자가 보는 남성운동] 가부장적 권위로 복귀는 곤란 
- （页面存档备份，存于） 남자들은 모른다고? 여자들이 모르는 것도 많아! 조선일보 2007.07.17 
- （页面存档备份，存于） [생활] "남자도 괴로워"…미 84년 남성학 강좌 개설 조선일보 
- （页面存档备份，存于） “남성이 약해진 것 아니라, 여성이 강해진 것” 
- （页面存档备份，存于） <정채기의 지랄발광(志剌發光)>‘선택적 인지’의 한국式 패착(敗着) 광양시민신문 2012.02.05 
- （页面存档备份，存于） [이땅의 아버지들 ②]「미스터 맘」 